# Маріела Салінас
Маріела Салінас (ісп. Mariela Salinas; нар. 12 лютого 1980) — колишня венесуельська тенісистка.
Найвищу одиночну позицію світового рейтингу — 653 місце досягла 21 Oct 2002, парну — 472 місце — 30 Nov 1998 року.
Здобула 1 парний титул туру ITF.

## Фінали ITF

### Одиночний розряд: 2 (0–2)
| Результат | Ранг | Дата           | Турнір                          | Покриття | Суперниця            | Рахунок      |
| --------- | ---- | -------------- | ------------------------------- | -------- | -------------------- | ------------ |
| Поразка   | 1.   | 21 липня 2002  | Валенсія (Венесуела), Венесуела | Тверде   | Жаклін Розен         | 2–6, 1–4 RET |
| Поразка   | 2.   | 25 серпня 2002 | Сан-Луїс-Потосі (штат), Мексика | Тверде   | Anastasia Dvornikova | 3–6, 5–7     |

### Парний розряд: 1 (1–0)
| Результат | Ранг | Дата           | Турнір             | Покриття | Партнерка   | Суперниці                           | Рахунок       |
| --------- | ---- | -------------- | ------------------ | -------- | ----------- | ----------------------------------- | ------------- |
| Перемога  | 1.   | 17 травня 1998 | Каракас, Венесуела | Тверде   | Сілвія Шенк | Lesley Kramer Kylene Wong Simunyola | 6–4, 2–6, 6–3 |